# سيتاكوصور
السيتاكوصور (الاسم العلمي: Psittacosaurus)، وتعني «ديناصور الببغاء»، والذي تم تمييزه من بين أكثر من 1000 عينة من أحافير العصر الطباشيري التي تعود إلى أكثر من 100 مليون سنة، في كلٍ من الصين وأنحاء مختلفة من شرق آسيا. كان جزءاً من أطروحة الدكتوراه لـ «كي تشاو» "Qi Zhao" في جامعة بريستول، - يعمل الآن في معهد علم الحفريات الفقارية في بكين- حيث قام بتنفيذ دراسة معقدة على العظام الخاصة بهذا النوع لأجيال من الأطفال واليافعين والبالغين.
وقال الدكتور تشاو: "لم تتجاوز بعض العينات لعظام من طفل "السيتاكوصور" سوى بضعة ملليمترات، لذلك اضطررت إلى التعامل معها بعناية فائقة، كي أستخلص منها أكبر فائدة ممكنة، كما كان علي أن أتأكد من ألا أتسبب بأضرار لهذه العينات القيمة قدر الإمكان.
وبإذن خاص من معهد بكين، اقتطع «تشاو» اثنتين من عظام الذراع واثنتين من عظام الساق، من 16 عينة لديناصورات متفرقة، تتراوح أعمارها بين أقل من سنة واحدة إلى عشر سنوات، أو مكتملة النمو. وقد قام بهذا العمل المعقد في مختبر خاص لعلوم المستحاثات في بون - ألمانيا.
كانت لدى العينات المقتطعة من الديناصورات ذات السنة الواحدة، أذرع طويلة وسيقان قصيرة، وتبين أنها تمكنت من المشي على أطرافها الأربع بعد فترة وجيزة من الفقس. ثم أظهرت المقاطع أن عظام الذراع كانت تنمو أسرع عندما تراوحت أعمار الحيوانات من سنة واحدة إلى ثلاث سنوات. ثم تباطأ نمو أسفل الذراع عندما كان معدل الأعمار من أربع إلى ست سنوات، وأظهر تحليل عظام الساق طفرة نمو هائلة السرعة، حيث تضاعف نمو عظام السيقان أكثر بمرتين عنها في عظام الأذرع، وهو ما يلزم أي حيوان بالغ ليقف على قائمتيه الخلفيتين.
وقال البروفيسور «شينغ تشو» "Xing Xu" من معهد بكين، وهو أحد المشرفين على أطروحة الدكتور تشاو: «هذه الدراسة الرائعة، والأولى من نوعها، تبين لنا كم تخفي عظام الديناصورات من معلومات، ونحن سعداء لأن الدراسة أُنجزت بشكل جيد جداً، وأتاحت لنا أساليب عديدة لاستخدام مناهج جديدة في التحليل، حتى نصل إلى فهمٍ أوسع عن الحياة المذهلة لهذه الديناصورات».
كما قال البروفيسور "مايك بنتون" "Mike Benton" من جامعة بريستول، وهو مشرف آخر على أطروحة الدكتور تشاو: "يمكن لهذه الأنواع من الدراسات تسليط الضوء على تطور الديناصورات مثل "السيتاكوصور"، والتي بدأت بأطفال تمشي على أربع قوائم، وفي وقت ما كانت حتى الديناصورات اليافعة والبالغة تمشي على أربع، ثم حدث أن تطورت وأصبحت الديناصورات بشكل عام تمشي على قائمتين